# Soulou (Burkina Faso)
Pour les articles homonymes, voir Soulou.
Soulou est une commune rurale située dans le département de Koumbri de la province du Yatenga dans la région Nord au Burkina Faso.

## Histoire
Le 5 août 2015, de violentes intempéries ont causé d'importants dommages dans le village, avec plus d'une trentaine de maisons effondrées.

## Santé et éducation
Soulou accueille un centre de santé et de promotion sociale (CSPS) tandis que le centre hospitalier régional (CHR) se trouve à Ouahigouya.
Le village possède une école primaire publique.